# Fantastic Beasts: The Crimes of Grindelwald
Fantastic Beasts: The Crimes of Grindelwald (bra: Animais Fantásticos: Os Crimes de Grindelwald; prt: Monstros Fantásticos: Os Crimes de Grindelwald) é um filme britânico-americano de aventura e fantasia de 2018, dirigido por David Yates e escrito por J. K. Rowling, sendo a sequência de Fantastic Beasts and Where to Find Them, de 2016, e a segunda prequela spin-off da franquia Harry Potter. Produzido pela Heyday Films e distribuído pela Warner Bros. Pictures, é estrelado por Eddie Redmayne, Johnny Depp, Katherine Waterston, Dan Fogler, Alison Sudol e Ezra Miller que reprisam seus papéis do título anterior, enquanto, Jude Law, Zoë Kravitz e Callum Turner fazem suas estreias na franquia.
Fantastic Beasts: The Crimes of Grindelwald estreou no dia 16 de novembro de 2018 no Reino Unido e nos Estados Unidos nos formatos convencional, RealD 3D e IMAX 3D. No Brasil e em Portugal, o lançamento oficial ocorreu em 15 de novembro de 2018.

## Enredo
No final do primeiro filme, o poderoso bruxo das trevas Gellert Grindelwald foi capturado pela MACUSA (Congresso Mágico dos Estados Unidos da América) com a ajuda de Newt Scamander. Mas, cumprindo sua ameaça, Grindelwald escapa da custódia e prepara-se para reunir seguidores a fim de criar bruxos de sangue puro e dominar todos os seres não-mágicos. Em um esforço para frustrar os planos de Grindelwald, Alvo Dumbledore recruta seu ex-aluno Newt. Mas essa missão também testará a lealdade deles à medida que enfrentam novos perigos em um mundo mágico cada vez mais perigoso e dividido.

## Elenco
| Intérprete            | Personagem                  |
| --------------------- | --------------------------- |
| Eddie Redmayne        | Newt Scamander              |
| Katherine Waterston   | Porpentina "Tina" Goldstein |
| Callum Turner         | Theseus Scamander           |
| Isaura Barbé-Brown    | Laurena Kama                |
| Brontis Jodorowsky    | Nicolau Flamel              |
| Carmen Ejogo          | Seraphina Picquery          |
| Johnny Depp           | Gellert Grindelwald         |
| Alison Sudol          | Queenie Goldstein           |
| Ezra Miller           | Credence Barebone           |
| Ólafur Darri Ólafsson | Skender                     |
| Hugh Quarshie         | Mustafa Kama                |
| Derek Riddell         | Torquil Travers             |
| Dan Fogler            | Jacob Kowalski              |
| Jude Law              | Albus Dumbledore            |
| Zoë Kravitz           | Leta Lestrange              |
| Kevin Guthrie         | Abernathy                   |
| Claudia Kim           | Nagini                      |

## Dublagem brasileira
- Estúdio de dublagem: Delart[6]
- Direção de Dublagem:  Flavia Fontenelle[6]
- Cliente:  Warner Bros[6]
- Tradução:  Bianca Daher[6]
- Técnico(s) de Gravação:  Léo Santos[6]
- Edição:  Raphael Carestiato[6]

Dubladores
- Newt: Philippe Maia[6]
- Jacob: Eduardo Borgerth[6]
- Grindelwald: Jorge Lucas[6]
- Tina: Mabel Cezar[6]
- Queenie: Evie Saide[6]
- Dumbledore: Alexandre Moreno[6]
- Leta: Fabiana Aveiro[6]
- Teseus: Marcelo Garcia[6]
- Kama: Claudio Galvan[6]
- Credence: Renan Vidal[6]
- Travers: Hercules Franco[6]
- Nagini: Flavia Fontenelle[6]
- Flamel: Isaac Bardavid[6]
- Spielman: Sérgio Fortuna[6]
- Skender: Mauro Horta[6]
- Abernathy: Daniel Müller[6]
- Bunty: Regina Maria Maia[6]
- Grimmson: Guilherme Lopes[6]
- Serafina: Izabel Lira[6]
- Rosier: Sabrina Miragaia[6]

## Produção
Em outubro de 2014, o estúdio anunciou o primeiro filme como "pelo menos" uma trilogia. A primeira parte estaria prevista para ser lançada em 18 de novembro de 2016, seguida da segunda parte em 16 de novembro de 2018, e a terceira em 20 de novembro de 2020. David Yates também foi confirmado para dirigir pelo menos a primeira parte da trilogia.
Em uma entrevista ao vivo, transmitida online para todo o mundo em 13 de outubro de 2016 (de Londres, Los Angeles, Nova Iorque, São Paulo, Roma, e Cidade do México), J. K. Rowling anunciou que Fantastic Beasts não seria mais apenas uma trilogia (como foi dito há meses), mas sim uma pentalogia, ou seja, cinco filmes (e não mais que isto); no entanto, mais detalhes sobre a trama ainda não foram revelados.

## Premiações
| Premiação                     | Categoria                                              | Resultado |
| ----------------------------- | ------------------------------------------------------ | --------- |
| Golden Trailer Awards         | Melhor Aventura de Fantasia                            | Venceu    |
| Golden Trailer Awards         | Melhor Aventura de Fantasia                            | Indicado  |
| Satellite Awards              | Melhor Efeitos Visuais                                 | Indicado  |
| Satellite Awards              | Melhor Direção de Arte                                 | Indicado  |
| Satellite Awards              | Melhor Figurino                                        | Indicado  |
| Art Directors Guild Awards    | Melhor Filme de Fantasia                               | Indicado  |
| British Academy Film Awards   | Melhor Design de Produção                              | Indicado  |
| British Academy Film Awards   | Melhor Efeitos Visuais                                 | Indicado  |
| Visual Effects Society Awards | Melhor Simulação De Efeitos Em Um Longa “Fotorealista” | Indicado  |
| Teen Choice Awards            | Melhor Filme de Fantasia                               | Indicado  |
| Saturn Awards                 | Melhor Filme de Fantasia                               | Indicado  |